# Plagithmysus giffardi
Plagithmysus giffardi är en skalbaggsart som beskrevs av Perkins 1907. Plagithmysus giffardi ingår i släktet Plagithmysus och familjen långhorningar. Inga underarter finns listade i Catalogue of Life.